# Musée Culturel du Mont-Carmel
Le Musée Culturel du Mont-Carmel est un lieu culturel situé à Grand Isle, près de Madawaska, dans l'État du Maine aux États-Unis. Le musée présente l'histoire du peuple acadien et de son pays d'origine, l'Acadie, qui s'étendait de part et d'autre de la frontière actuelle entre le Canada et les États-Unis. Ce monument est classé au Registre national des lieux historiques depuis 1973.

## Histoire
Le Musée Culturel du Mont-Carmel a vu le jour à la fin des années 1970 quand l'église Notre-Dame du Mont-Carmel ferma ses portes au public et aux offices, en 1978,  en raison du coût de maintenance de la structure en bois, qui vieillit, de cette église construite en 1893. Une action en justice, à la suite de la fermeture, a empêché son entretien ou sa réhabilitation jusqu'en 1983. L'année suivante, un organisme sans but lucratif a été créé, qui a acquis le bâtiment du diocèse et l'a restauré, avec soin depuis, pour en faire un musée culturel présentant de nombreux objets de la vie quotidienne des Acadiens et des Québécois. Ce musée retrace l'histoire du peuple acadien et l'histoire de l'Acadie. 
Le bâtiments présente extérieurement une façade encadrée de deux tours carrées identiques qui, surmontées chacune d'un beffroi ouvert soutenu par une arcade de huit colonnes corinthiennes, soutiennent un dôme baroque. La section centrale comporte trois entrées à double porte, chacune surmontée d'une fenêtre demi-ronde, et surmontée d'un pignon au niveau du premier étage. 
Ce musée présente l'histoire de l'installation des Acadiens après leur déportation d'Acadie par les Britanniques. C'est un site classé National Historic Landmark.  
Le site est géré par le "Madawaska Historical Society" et le "Maine Acadian Culture" dans le cadre du partenariat avec le National Park Service qui gère également le Parc national d'Acadia et l'Acadian Landing Site à Madawaska dans le Maine.